# Cees de Jong (1919-2013)

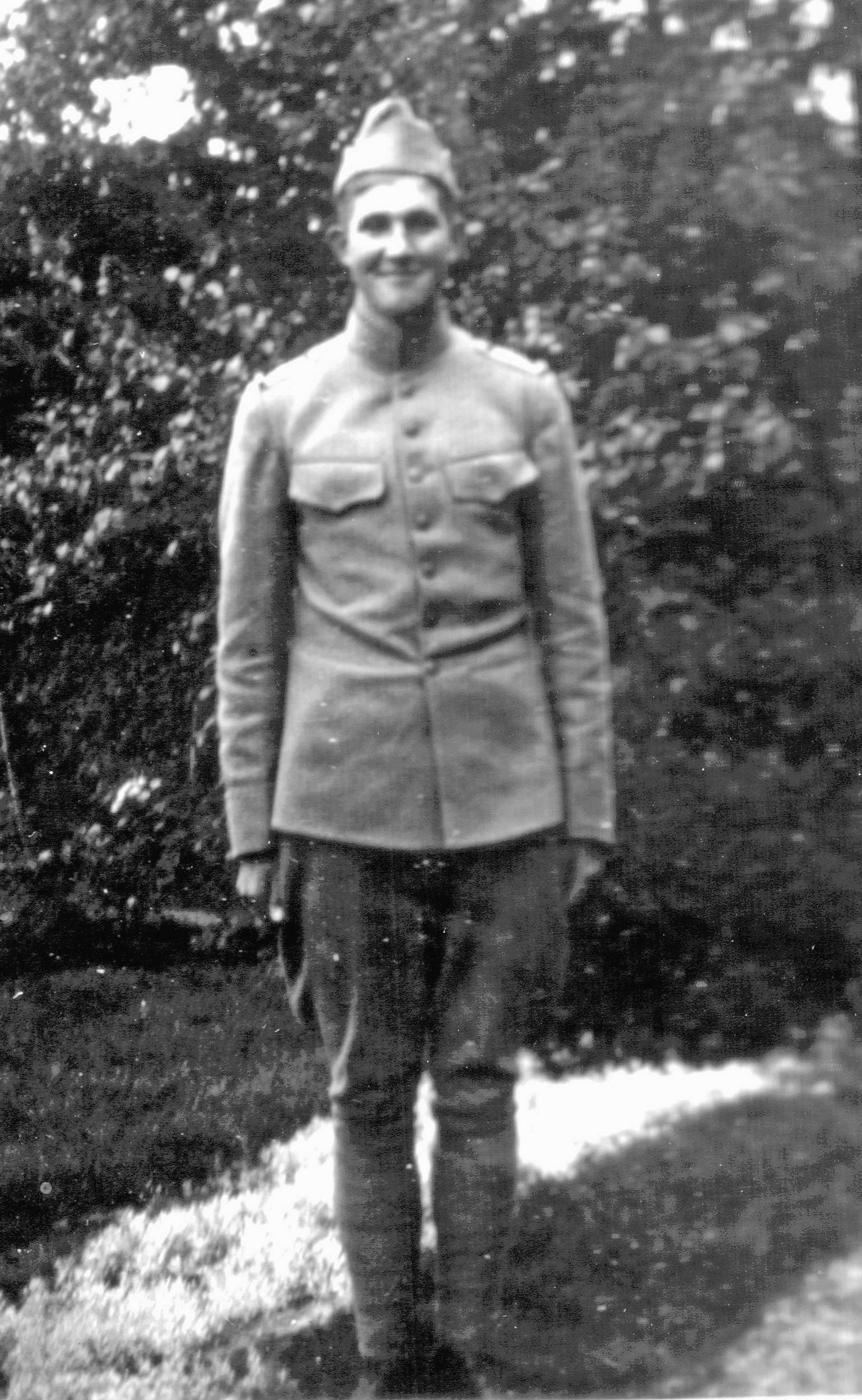
Cees de Jong als soldaat, najaar 1939

Cees de Jong (1919 - 2003) was een verzetsstrijder uit Bloemendaal. Samen met zijn vrienden voorkwam hij dat de nazi’s de Sluizen van IJmuiden en de elektriciteitscentrales in Velsen en Amsterdam zouden opblazen. De daden van de groep zijn vastgelegd in het boek Verzet in Bloemendaal. Na de oorlog vervulde De Jong belangrijke functies binnen de Bloemendaalse gemeenschap. Zo was hij nauw betrokken bij de Hockeyclub Bloemendaal en het openluchttheater Caprera.

## Jeugd
Cees de Jongs voorvaderen waren inventieve ondernemers in de baggerbranche. Zij vormden in de negentiende eeuw een maatschappelijke bovenlaag. Zijn grootvader van vaderskant, Cees de Jong Jzn (1847-1937) was vanaf de jaren 1870 baggeraar in Hardinxveld. Ook de familie van zijn moeder speelde een belangrijke rol in deze bedrijfstak.
Cees de Jong werd geboren op 29 december 1919 aan de Kleverlaan 11 in Bloemendaal als enig kind van het echtpaar Jan de Jong (1884-1981) en Gijsberdina Swets (1886-1967). Op 1 juni 1921 verhuisde het gezin naar de Brederodelaan 85 in Bloemendaal, het huis waar Cees de rest van zijn leven zou blijven wonen.
Hoewel hij aanvankelijk ook in de baggerindustrie werkzaam was, bekleedde vader Jan de Jong vanaf 1909 een functie als technisch ambtenaar voor de gemeente Bloemendaal. Hij klom op tot directeur Publieke Werken. In 1949 ging hij met pensioen. Hij zou tot op hoge leeftijd als commissaris nauw betrokken blijven bij het familiebedrijf. De onderneming werd uiteindelijk in 1995 verkocht aan Boskalis.

### Opleiding
In september 1925 ging Cees naar de openbare lagere school aan de Vijverweg in Bloemendaal. Na de zesde klas mocht hij in 1931 naar het Kennemer Lyceum, waar hij onder meer les kreeg van de beroemde tekenaar Anton Pieck.
Cees bleef zitten in de tweede klas en moest vervolgens tot twee keer toe ook de derde klas overdoen. Hij moest van school en schreef zich in bij de hbs-a in Haarlem. In het voorjaar van 1939 deed hij eindexamen. Een buurman die inspecteur van de belastingen was, maakte hem warm voor een fiscale opleiding en Cees meldde zich in de zomer van 1939 aan bij de Belastingacademie in Rotterdam. De opleiding zou in september beginnen, maar daar stak de oorlog een stokje voor.

### Oorlogsjaren
Tijdens de mobilisatie van 1939 werd Cees de Jong door het Ministerie van Oorlog ingedeeld bij de infanterie en werd hij in Leiden tot ‘geoefend soldaat’ opgeleid. Vervolgens werd hij overgeplaatst naar Limburg en kwam hij via Voerendaal terecht in Valkenburg. Na het uitbreken van de Tweede Wereldoorlog ontkwam hij aan gevangenschap en keerde hij op 23 mei 1940 via diverse omzwervingen terug naar zijn geboorteplaats Bloemendaal.

### Spil van het verzet
In februari 1943, toen de oorlogsperikelen ook in Bloemendaal steeds meer merkbaar waren, doken Cees de Jong en zijn studie- en verzetsvriend Wolter Klimbie tijdelijk onder in Deil, een dorpje bij Geldermalsen. Na terugkomst zetten zij beiden fulltime het Bloemendaalse verzet voort.
Een belangrijk deel van hun werk bestond uit het verzamelen van inlichtingen over NSB’ers, collaborateurs, zwarthandelaren en anderen. De bijbehorende papieren waren verborgen onder de vloer van een muurkast in De Jongs werkkamer.
Zijn vrienden en medeverzetsstrijders zouden Cees later omschrijven als de ‘spil waarom de hele Bloemendaalse illegaliteit draaide’. Hij was de organisator van de groep en tevens de persoon die bijzonder veel nuttige connecties had, binnen en buiten Bloemendaal. Zo zorgde hij ervoor dat de groep in de gelegenheid was tot het maken van illegale kranten, het vervalsen van persoonsbewijzen, het vergaren van inlichtingen over de vijand, het bieden van hulp aan Joden, onderduikers en vliegers, het overvallen van distributiekantoren om aan bonkaarten te komen, het plegen van sabotage en het met geweld binnendringen van de huizen van NSB’ers om voedsel en wapens te bemachtigen.

### Hoofd Dienst Inlichtingen
In september 1944 waren de Binnenlandse Strijdkrachten (BS) geformeerd. Cees de Jong vervulde de rol van de man aan wie de compagniescommandanten van Bloemendaal rapport uitbrachten en aan wie zij regelmatig gegevens leverden voor zijn lijst met verdachte personen. Feitelijk was De Jong van september 1944 tot twee maanden na de oorlog hoofd van de Dienst Inlichtingen.
Op 5 mei 1945, de eerste dag van de bevrijding, werden Cees de Jong en Wolter Klimbie samen met drie andere vrienden aangehouden door een groep gewapende Duitse militairen die het capitulatiebevel negeerden. Ze straalden een akelige agressie uit en hadden hun vinger aan de trekker. De Jong droeg de complete lijst bij zich met honderden namen van NSB'ers die moesten worden opgepakt. Ze kwamen met de schrik vrij, maar De Jong vertelde later dat hij in de oorlog nooit zo bang was geweest als op dat moment.

### Omkoping nazi’s
Een van de belangrijkste wapenfeiten van de Bloemendaalse verzetsgroep was dat zij voorkwam dat de elektriciteitscentrales van Amsterdam en Velsen en de sluizen van IJmuiden vlak voor de bevrijding werden opgeblazen. Cees de Jong en zijn vrienden slaagden erin de nazi's met smeergeld en met beloften voor een gunstige behandeling na de oorlog op andere gedachten te brengen en een dreigende ramp af te wenden, waarbij grote delen van West-Nederland zouden zijn ondergelopen.

### Schuilnamen
Cees de Jong had zich tijdens de oorlog Van Brederode gedoopt, naar het adres waar hij woonde. Andere schuilnamen die hij gebruikte waren Kees Brandt en Brandhof, de naam die op zijn valse persoonsbewijs stond. Met die laatste naam werd hij tijdens een ontmoeting na de oorlog aangesproken door prins Bernhard.

## Werk en nevenfuncties
Na de oorlog hielp De Jong in de rol van huisvestingsambtenaar menig Bloemendaler aan onderdak. In 1952 maakte hij een carrièreswitch tot inspecteur bij de levensverzekeringsmaatschappij De Nederlanden van 1845 te Den Haag, later Nationale Nederlanden. Zijn functie in de buitendienst zorgde ervoor dat hij tijdens kantooruren ook veel in Bloemendaal aanwezig kon zijn, onder meer op de hockeyclub en bij het Openluchttheater die hij beide een warm hart toedroeg. Hij ging met vervroegd pensioen in 1978, toen een ziekte aan zijn ogen hem niet langer in staat stelde het werk uit te voeren.
De Jong begon zich na de oorlog ook intensief te bemoeien met het toerisme in Bloemendaal en omgeving. Hij was zogezegd een onbetaald bestuurder. In 1983 volgde hij bovendien zijn vader op als bestuurder van bejaardentehuis Wildhoef. Ook had hij een belangrijk aandeel in de redding van het scheefgezakte gebouw van de Bloemendaalse Schoolvereniging.
Zijn oorlogsverleden bleef als een rode draad door De Jongs leven lopen. Hij was bestuurslid van de Nationale Herdenking en werd in 1971 voorzitter. Ook was hij bestuurslid van de Eerebegraafplaats, een rol die hij tot 1996 zou vervullen.

## Huwelijk en gezin
In 1954 trouwde Cees de Jong met Dora van Wessem (1925-2010). Zij betrokken Cees’ ouderlijk huis aan de Brederodelaan. Op 16 augustus 1955 werd dochter Iepje geboren, gevolgd door zoons Jan (2 mei 1958) en Gijs (30 oktober 1959).

## Memoires
Cees de Jong verzocht de oud-journalisten Charles Coster van Voorhout (1942-2016, NRC Handelsblad) en Hans Hoffmann (1934, Het Vrije Volk) om zijn vele verhalen in een familieboek vast te leggen. Vanaf 9 september 1997 bezochten zij elke dinsdag zijn huis aan de Bloemendaalse Brederodelaan. Eind april 1998, na zeventien sessies, staakten de interviews noodgedwongen door de verslechterde gezondheidstoestand van De Jong. Slechts een kwarteeuw van zijn leven was toen geïnventariseerd. De journalisten zetten hun onderzoek voort door gesprekken te voeren met tientallen familieleden, vrienden, kennissen, medewerkers, sportmensen, politici, ambtenaren, vroegere buren, verzetsvrienden en anderen uit De Jongs directe omgeving.
Op wonderlijke wijze trad onverwachts, in het najaar van 1999, een spectaculaire verbetering van De Jongs gezondheid in en na enige tijd konden zelfs de rondetafelgesprekken worden hervat. In meer dan dertig zittingen leverde hij kritisch commentaar op fragmenten uit het vorderende boek en voegde hij nog talloze details toe. Toen Cees de Jong op 1 mei 2003 overleed, waren alle verhalen verteld. 

## Koninklijk huis

### Ontmoeting koningin Wilhelmina
In april 1940 kwam koningin Wilhelmina bij een kazemat in Schin op Geul de Nederlandse troepen inspecteren. Cees de Jong, toen in Limburg gevestigd, was vanwege zijn onberispelijke Nederlands uitgekozen om enkele vragen van de koningin te beantwoorden. Zij vroeg hem: “Bent u bang?” en De Jong antwoordde naar eigen zeggen: “Nee majesteit, geenszins, want een oorlog lijkt mij onwaarschijnlijk.” Waarop de koningin glimlachte.

### Contacten met prins Bernhard
In de late herfst van 1944 kreeg Cees de Jong een uitnodiging voor een functie bij de staf van prins Bernhard. Het hoofdkwartier van de prins als baas van de BS was eerst bij Brussel gevestigd, maar was in november 1944, na de bevrijding van Zuid-Nederland, overgebracht naar Breda. De Jong wees het aanbod af. Hij vond toch dat hij zich in Bloemendaal nuttiger kon maken.
De Jong zou prins Bernhard na de oorlog verschillende malen ontmoeten, meestal tijdens een reünie van het voormalig verzet in Haarlem of in de Haarlemmermeer. Hij verhaalt: “Dan gaf hij mij een klap op de schouders en zei: ‘Fijn kerel, dat wij mekaar eens zien.’ Of: ‘Zo Brandhof, ben je er ook weer?’ Hij vond het kennelijk leuk mij bij mijn schuilnaam te noemen.” 

## Hockey
Na als klein jongetje eindeloos op straat te hebben geoefend was het in september 1931 eindelijk zover: Cees de Jong mocht officieel toetreden als lid van de Hockeyclub Bloemendaal. Al snel hockeyde hij op het hoogste niveau als linksbuiten en speelde hij met enige regelmaat in het eerste elftal. Hij maakte deel uit van het team dat in 1938 kampioen van Nederland werd. 
De Jong bleef de hockeyclub een warm hart toedragen. Hij werd lid van het bestuur, districtsbestuurder en in 1973 de eerste voorzitter van de uit de vrouwenclub BDHC en de mannenclub BMHC voortgekomen fusievereniging Bloemendaal. In de elf jaar dat hij Bloemendaal leidde, sloeg Cees de Jong een brug tussen de mannen en de vrouwen en slaagde hij er tegen de grote bezwaren van de overheid in zijn club het eerste kunstgrasveld te bezorgen. Op 30 oktober 1984 werd het laatste bezwaarschrift door de rechter van tafel geveegd en was de wedstrijd na zes jaar knokken gewonnen. Het was De Jongs mooiste moment. Een maand later, op de algemene ledenvergadering, trad hij af als voorzitter en werd hij bevorderd van erelid tot erevoorzitter.

## Openluchttheater
In de zomer van 1947 wandelden Cees de Jong en zijn vader door de duinen langs het 'zandgat', een kolossale kuil die in vooroorlogse jaren zand voor de aanleg van huizen had geleverd, toen Cees de inval kreeg voor het oprichten van een openluchttheater. Dat paste in zijn ogen naadloos in het elan van de herwonnen vrijheid. En zo geschiedde, binnen één jaar was het openluchttheater in de zandkuil herrezen. Cees werd secretaris-manager, of zoals hij het zelf liever verwoordde ‘spullenbaas’. De daaropvolgende veertig jaren stelde hij honderden programma's samen en mocht hij twee maal koningin Juliana welkom heten.
In 1988 vierde Cees zijn afscheid bij het theater, een jaar later zei hij tevens vaarwel tegen de Vereniging van Nederlandse Openluchttheaters (NVO) die hij in 1950 samen met anderen had opgericht en waarvan hij al die tijd bestuurslid was geweest. Van de zestig Nederlandse buitenpodia hadden zich er door de jaren heen 39 bij de VNO aangesloten.

## Eerbetoon

### Onderscheidingen
- Erelid van BMHC (1955)
- Lid van verdienste van de Koninklijke Nederlandse Hockeybond (1973)
- Erelid van de Koninklijke Nederlandse Hockeybond (1975)
- Ridder in de orde van Oranje-Nassau (1980)
- Verzetsherdenkingskruis (1982)
- Erevoorzitter van de hockeyclub Bloemendaal (1984)
- Erepenning in zilver van de gemeente Bloemendaal (1988)
- Erelid van de Vereniging van Nederlandse Openluchttheaters (1989)
- Erelid van de Bond van Oud-Illegale Werkers Haarlem (2000)
- Lid van verdienste van het Bloemendaalse Dorpshuis (2003)

### Boek en film
In 2020 werden de verzetsdaden van Cees de Jong en zijn vrienden opgetekend in het boek Verzet in Bloemendaal dat ook als e-book verscheen. Acteur en achterneef van Cees’ echtgenote Gijs Scholten van Aschat sprak het luisterboek in. Er is ook een film in de maak, waarvoor scenarist Chiem van Houweninge het script heeft geschreven.